# Lista de canções de Dulce María

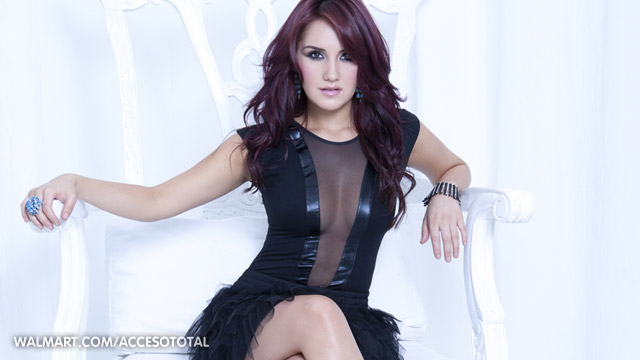
Dulce María em 2010.

Este anexo reúne todas as canções lançadas pela cantora e atriz mexicana Dulce María.
A discografia de Dulce María consiste em três álbum de estúdio, dois extended play e oito singles. O primeiro destaque musical de Dulce foi no grupo pop Jeans (2000–02) e na telenovela Clase 406 (2002–03), onde participou da trilha sonora do melodrama juvenil. Obteve reconhecimento internacional a partir do momento em que começou a integrar o grupo musical pop RBD (2004–09). Após o fim do grupo, em 2009, a artista não entrou de vez na carreira solo em relação a música. Em vez disso, entrou para o elenco da telenovela Verano de Amor, de 2009, na qual interpretou seu tema principal, "Verano", lançado promocionalmente e também o tema "Déjame Ser". No mesmo ano, foi chamada pelo italiano Tiziano Ferro para gravar "El Regalo Más Grande"; ainda colaborou em uma regravação de "Beautiful", do senegalês Akon.
Em 2009, firmou um contrato com a gravadora Universal Music Group, com a qual lançou seu álbum de estreia, Extranjera: Segunda Parte. Divido em dois, o projeto teve sua primeira parte – um EP – comercializada em novembro de 2010. O primeiro single, "Inevitable", chegou a ser o 41.ª mais tocado em toda América Latina de 2010. "Ya No", originalmente gravada pela cantora estadunidense Selena, foi escolhida para divulgar a segunda parte de Extranjera: alcançou o top 5 nas rádios mexicanas. Considerando a América Latina, ocupou o 66.º lugar entre as mais executadas na lista anual de 2011. O último single retirado do álbum, "Ingenua", teve desempenho fraco nas tabelas musicais. A soma das vendas das duas partes de Extranjera resultaram em um disco de platina no Brasil, tornando assim sua intérprete a primeira (e até então a única) de origem mexicana a conseguir tal feito.
O segundo álbum da cantora, Sin Fronteras (2014), registrou a melhor colocação da mexicana nas tabelas de vendas dos Estados Unidos: 6 na Latin Pop Albums e 40 na Top Latin Albums. O primeiro single foi "Lágrimas", com participação do cantor mexicano Julión Álvarez.  A canção é um cover do cantor chileno Koko Stambuk. As duas últimas faixas de trabalho do disco, "Antes Que Ver El Sol" e "O Lo Haces Tú O Lo Hago Yo", entraram para a México Español Airplay, onde alcançaram respectivamente o 21.º e 27.º posto como melhor.
Em 2016, a cantora compôs e lançou a música "Dejarte de Amar", tema da telenovela Corazón Que Miente e que mais tarde viria a ser a primeira música confirmada do seu terceiro álbum de estúdio, DM. O tema foi produzido por Andres Saavedra, recebeu uma indicação nos Premios Juventud na categoria Canción Corta-Venas. No dia 29 de abril, o primeiro single do álbum, "No Sé Llorar", foi lançado. A música foi composta por América Angélica Jiménez e Ximena Muñoz e produzida por Ettore Grenci. A canção alcançou a terceira posição na tabela Hot Song Pop, a décima entre as canções pop mais tocadas no Monitor Latino e o quinto lugar no Billboard Spotify Viral 50. O segundo single do álbum foi lançado no dia 23 de setembro de 2016. "Volvamos", uma parceria com o cantor Joey Montana, foi um sucesso imediato no iTunes, atingindo a primeira posição em treze países:  Brasil, Chile, El Salvador, Peru, Colômbia, Eslováquia, Eslovênia, Paraguai, Costa Rica, Argentina, Honduras, Panamá e El Salvador, se tornando a canção de uma artista mexicana a atingir a maior quantidade de primeiros lugares no iTunes.

## Canções

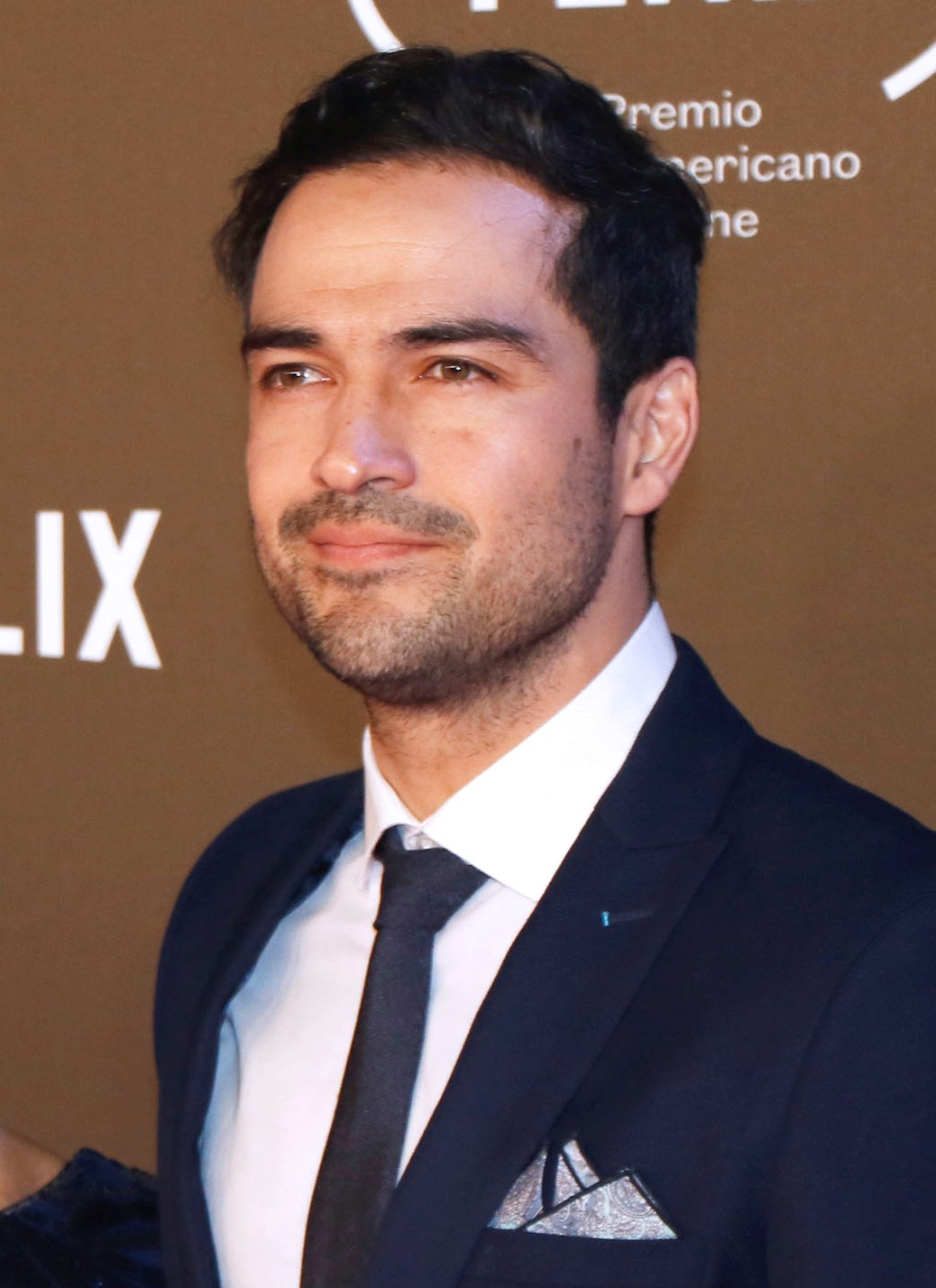
Alfonso Herrera co-compôs com Dulce María a canção "Llévame" em 2008.

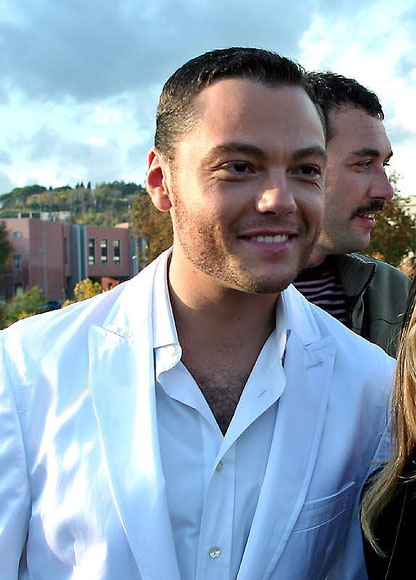
Tiziano Ferro convidou Dulce María e Anahí para participarem da versão para a América Latina da canção "El Regalo Mas Grande" em 2009.

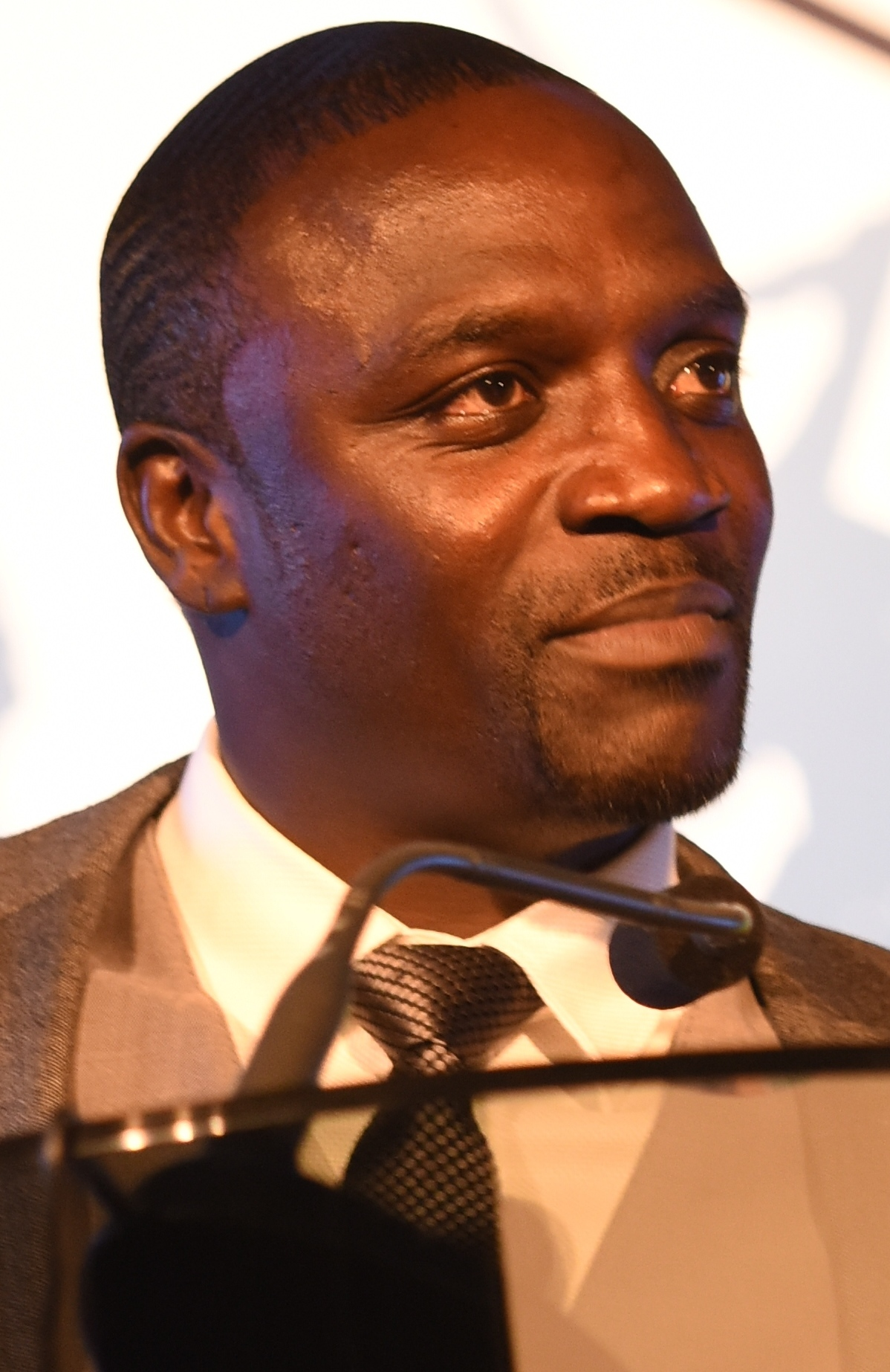
Dulce María participou da versão para a América Latina da canção "Beautiful" do cantor norte-americano Akon em 2009.

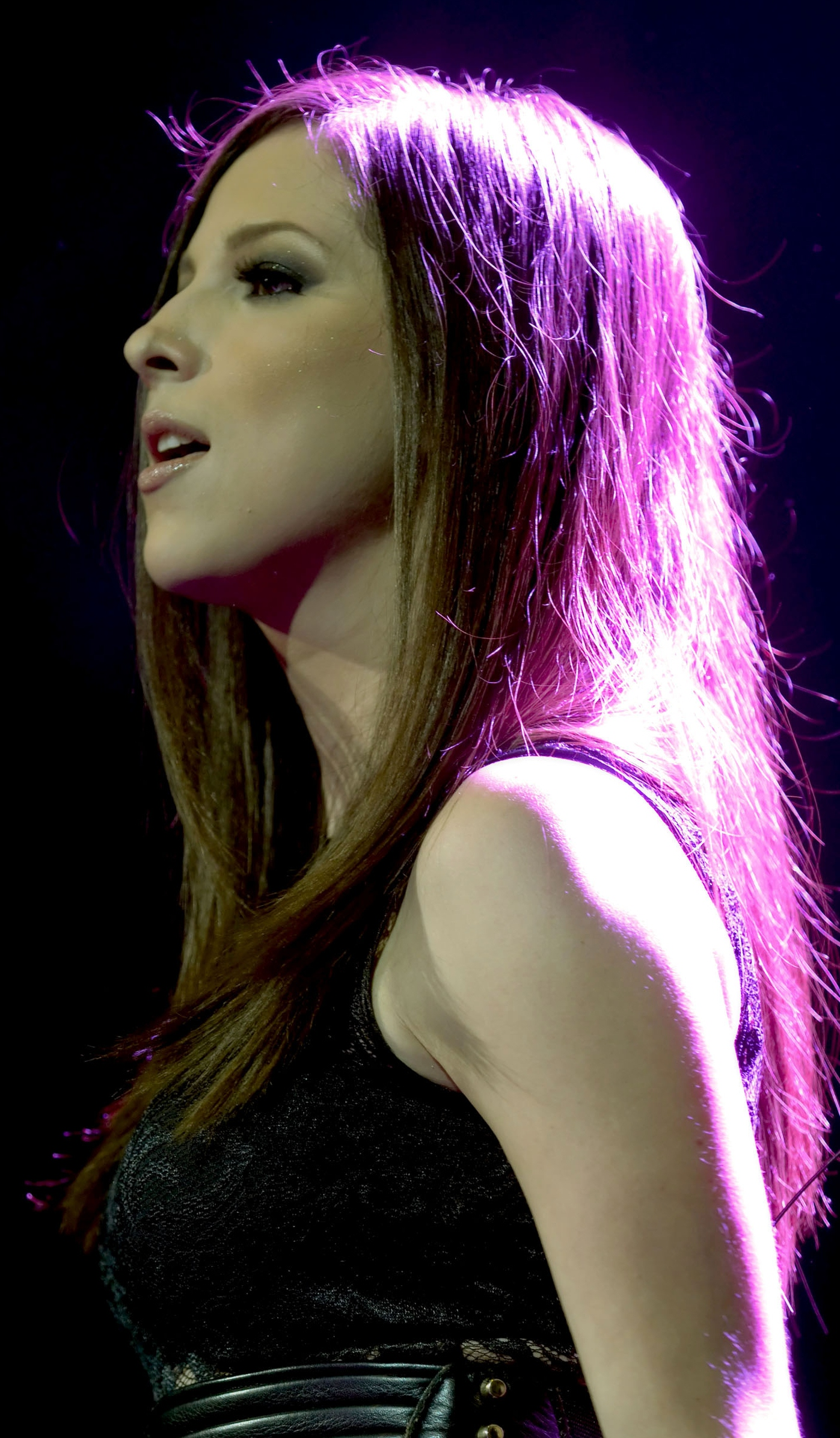
A cantora mexicana Paty Cantú foi a co-compositora da canção "Es un Drama" em 2012.

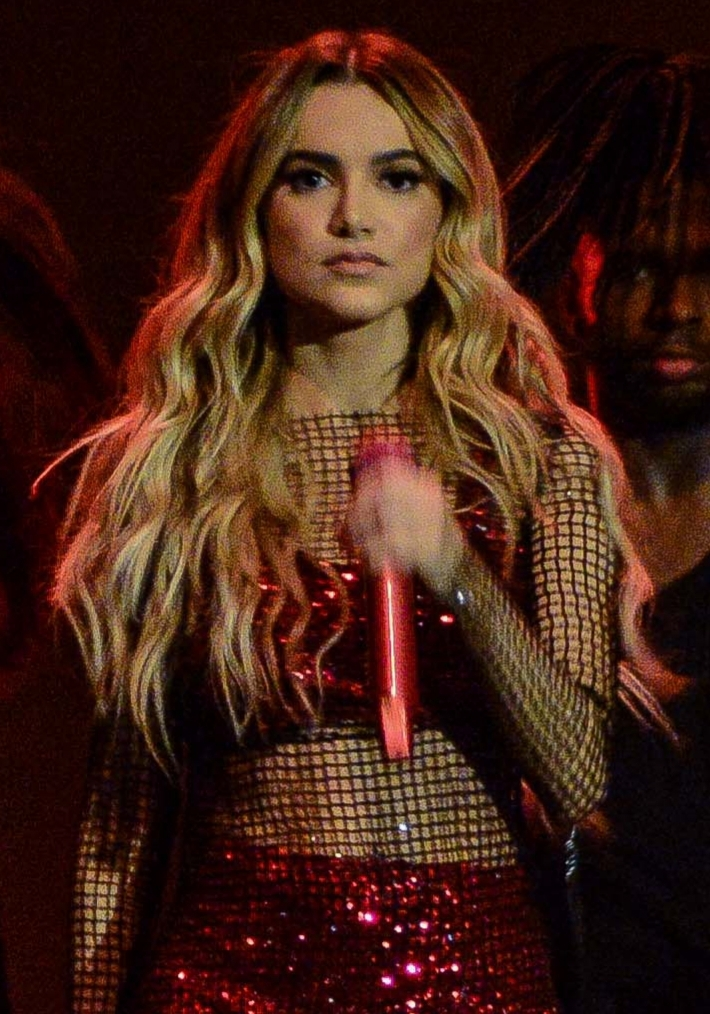
Manu Gavassi participou da canção "Antes Que Ver el Sol" em 2014.

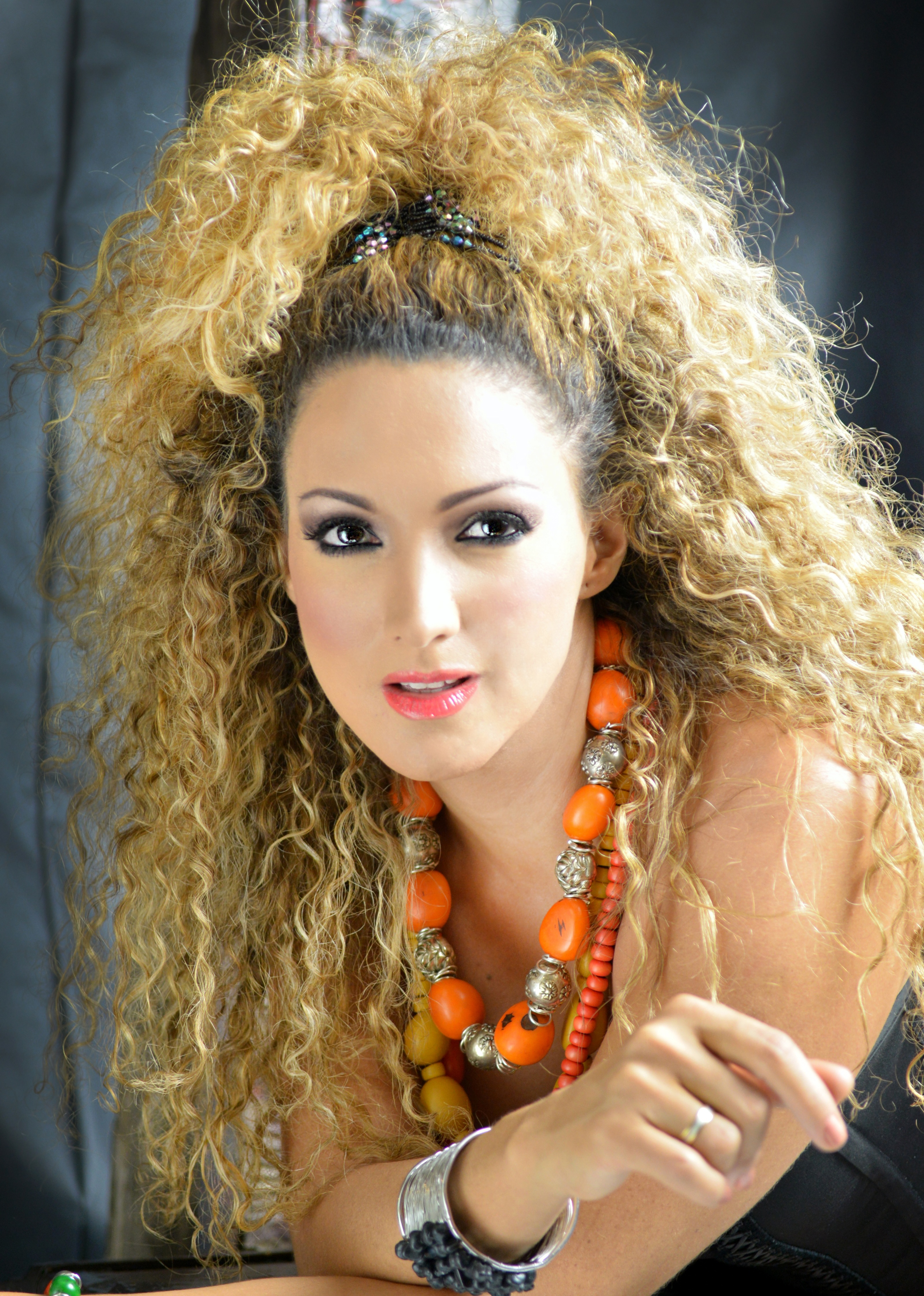
A cantora e compositora panamenha Erika Ender co-compôs "Invencible" (2017).

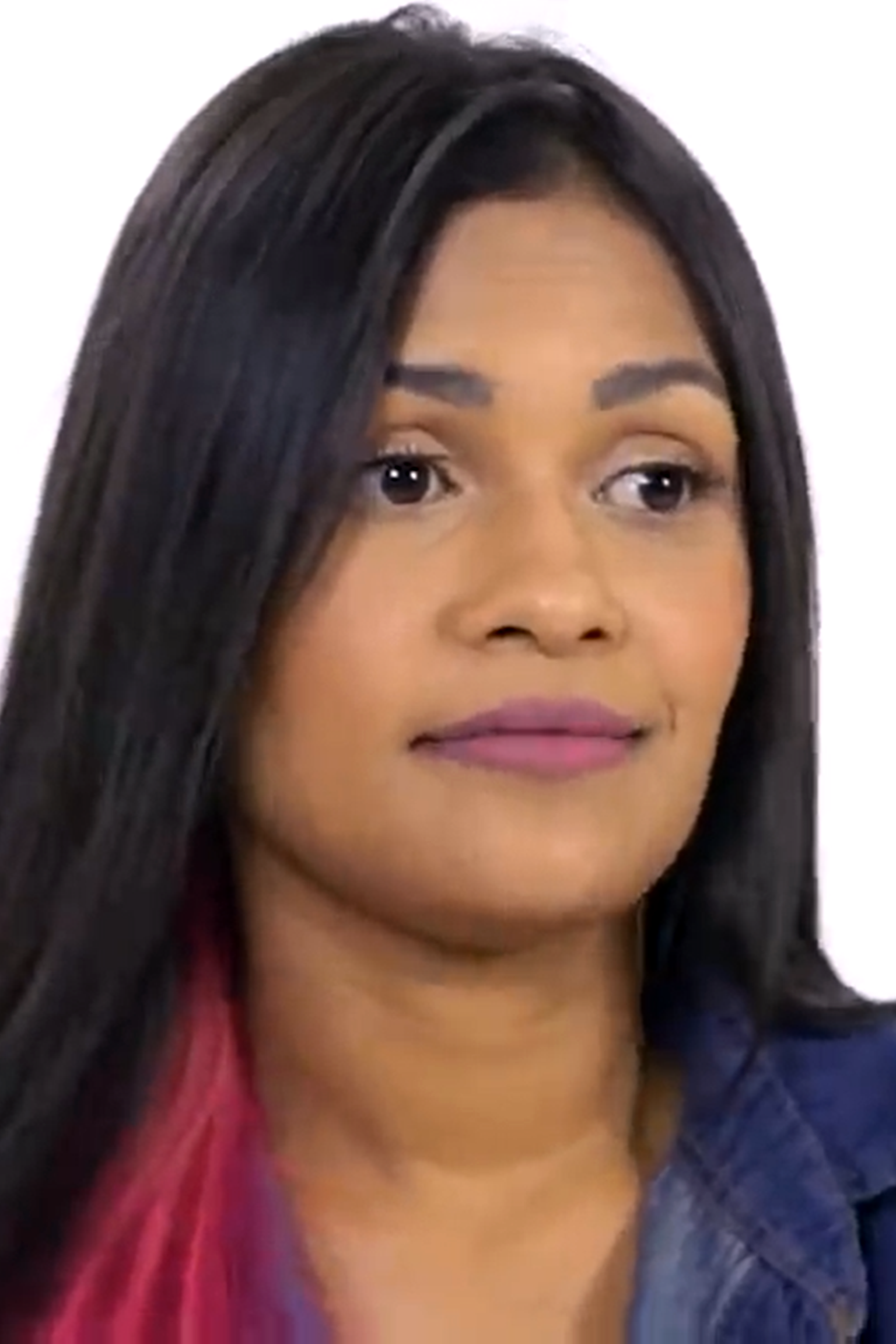
Dulce María participou da canção "Céu Azul" (2021) da cantora brasileira Flay.

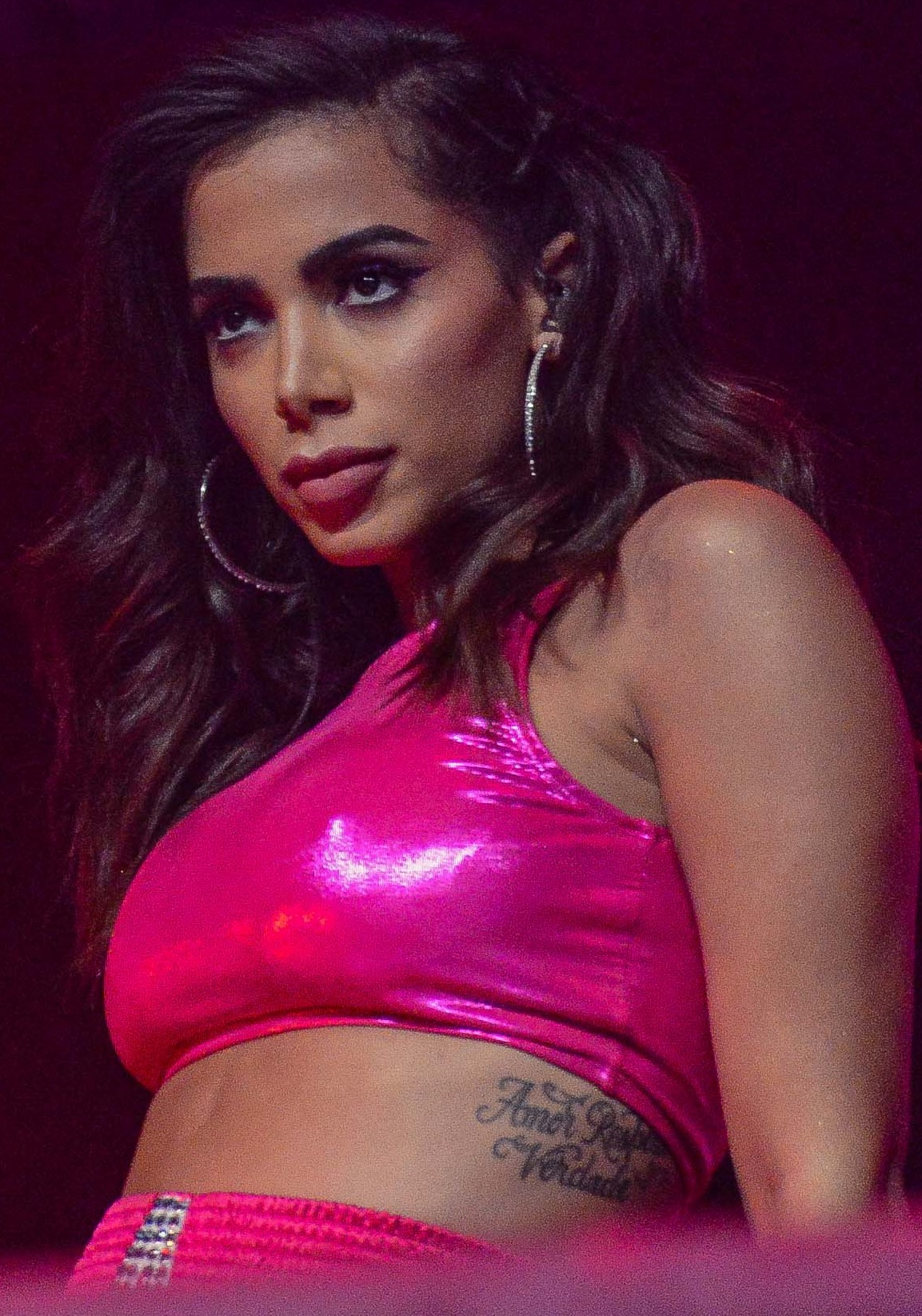
Anitta foi uma das compositoras da canção "Céu Azul" (2021) da cantora brasileira Flay.

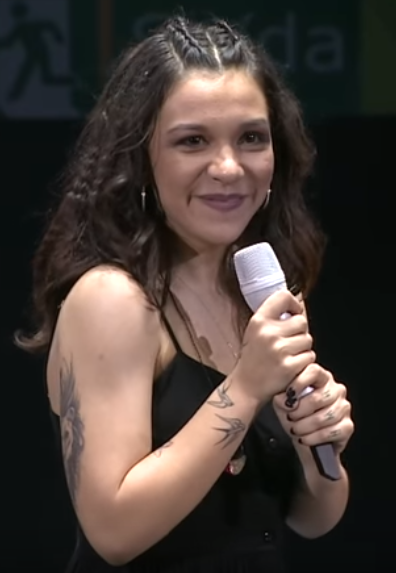
A cantora brasileira Priscilla Alcantara fez um dueto com Dulce María na canção "Te Daria Todo" em 2021.

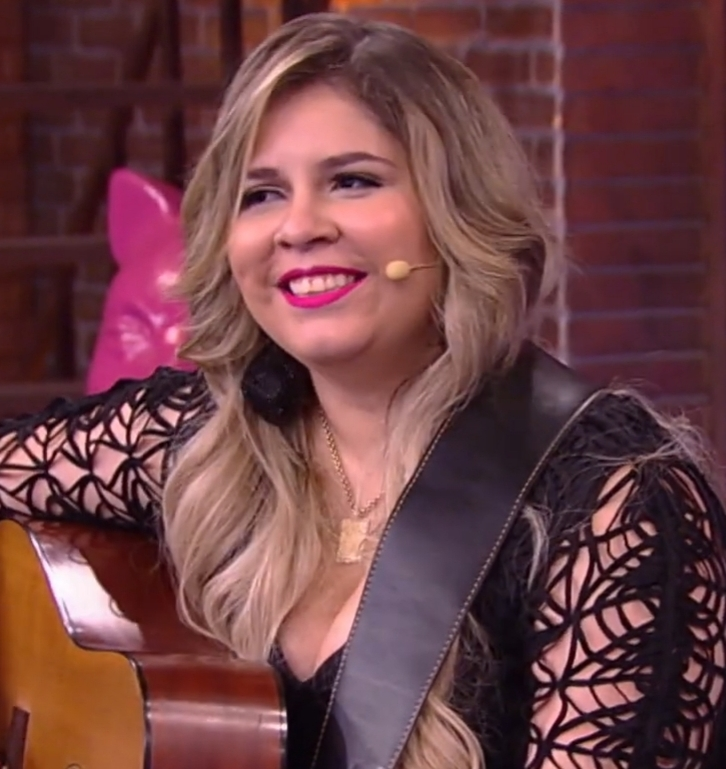
Marília Mendonça gravou com Dulce María um dueto para a canção "Amigos con Derechos" em 2021.

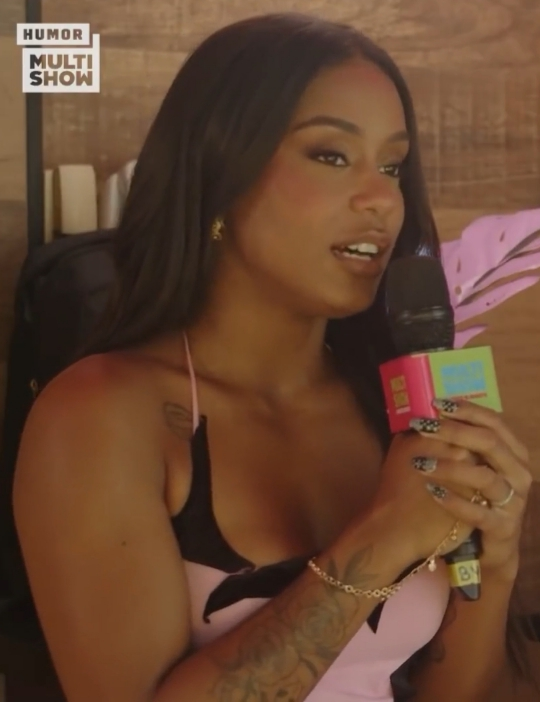
Dulce María participou do remix da canção "Barbie" da cantora brasileira Rebecca em 2022.

| † | Denota lançamento como single             |
| ‡ | Denota lançamento como single promocional |
|   | Denota uma canção que não foi lançada     |

| Canção                                                                              | Compositor(es)                                                                             | Álbum                     | Ano  | Ref.   |
| ----------------------------------------------------------------------------------- | ------------------------------------------------------------------------------------------ | ------------------------- | ---- | ------ |
| "24/7"                                                                              | Dulce María Gonzalo Velazquez Schroeder                                                    | Extranjera: Segunda Parte | 2011 |        |
| "A Sangre Fria"                                                                     | —                                                                                          | Canção não lançada        | 2011 |        |
| "Al Otro Lado De La Lluvia"                                                         | Dulce María Yoel Henríquez Andrés Saavedra                                                 | DM                        | 2017 |        |
| "Amigos con Derechos" solo e/ou dueto com Marília Mendonça                          | Dulce María Diana Marcela de La Garza Perez                                                | Origen                    | 2021 |        |
| "Angel del Destino"                                                                 | —                                                                                          | Canção não lançada        | 2011 |        |
| "Antes Que Ver El Sol" solo e/ou com participação de Manu Gavassi                   | Coti Sorokin                                                                               | Sin Fronteras             | 2014 |        |
| "Barbie" dueto com Rebecca, Farina e Mc Danny                                       | Bárbara Dias Danny Bond Dulce María Farina Jall Jefferson Junior Mc Danny Umberto Tavares  | Canção sem álbum          | 2022 |        |
| "Beautiful" dueto com Akon                                                          | Akon C. Colon Giorgio Tuinfort J. Harrow J. Wesley                                         | Canção sem álbum          | 2009 |        |
| "Borrón y Cuenta Nueva"                                                             | Dulce María Héctor Mena Lito de la Isla Oliver Garcia Pepe Portilla                        | Canção sem álbum          | 2017 |        |
| "Cementerio De Los Corazones Rotos"                                                 | Dulce María Juan Carlos Moguel Dahiu Rosenblatt                                            | Sin Fronteras             | 2014 |        |
| "Céu Azul" com Flay e Ferrugem                                                      | Anitta Jefferson Junior Umberto Tavares                                                    | Canção sem álbum          | 2021 |        |
| "Cicatrices"                                                                        | Dulce María Michelle Blanc Alvarez Jovany Javier Luis Alfredo Salazar Paolo Tondo Tat Tong | DM                        | 2017 |        |
| "Corazón en Pausa"                                                                  | Claudia Brant Coti Sorokin                                                                 | Sin Fronteras             | 2014 |        |
| "Cupido Criminal"                                                                   | Dulce María                                                                                | Origen                    | 2021 |        |
| "Déjame Ser"                                                                        | Dulce María Carlos Lara                                                                    | Origen (Edición Deluxe)   | 2022 |        |
| "Dejarte de Amar"                                                                   | Dulce María Luis Alfredo Salazar Paolo Tondo                                               | DM                        | 2017 |        |
| "Despídete"                                                                         | Cesar Miranda Jesús Navarro Dany Tomás                                                     | DM                        | 2017 |        |
| "Después de Hoy"                                                                    | Francisco Oroz Diego Ortega Dahiu Rosenblatt                                               | Sin Fronteras             | 2014 |        |
| "Dicen"                                                                             | Dulce María Axel Sadi Dupeyron Palma Gonzalo Velazquez Schroeder                           | Extranjera: Segunda Parte | 2011 |        |
| "Donde Sale El Sol"                                                                 | —                                                                                          | Canção não lançada        | 2010 |        |
| "El Hechizo"                                                                        | Xabier Martín Beldarrain                                                                   | Extranjera: Primera Parte | 2010 |        |
| "El Regalo Mas Grande" dueto com Tiziano Ferro e Anahí                              | Tiziano Ferro                                                                              | A Mi Edad                 | 2009 |        |
| "Ela Tá Movimentando" dueto com Kevin o Chris                                       | Dulce María MC Kevin o Chris                                                               | Canção sem álbum          | 2021 |        |
| "En Contra"                                                                         | Malakai                                                                                    | Sin Fronteras             | 2014 |        |
| "Entre Azul Y Buenas Noches" JNS com participação de Dulce María                    | Alfredo Marugan Rodríguez J. R. Florez                                                     | 90's Pop Tour, Vol.2      | 2018 |        |
| "Es un Drama"                                                                       | Angela Dávalos Bruno Danza Jules Ramllano Paty Cantú                                       | Canção sem álbum          | 2012 |        |
| "Esta Vez"                                                                          | Dulce María                                                                                | Canção sem álbum          | 2011 |        |
| "Estrangeira" (versão em português)                                                 | Pedro Sánchez Mónica Vélez Solano                                                          | Extranjera: Segunda Parte | 2011 |        |
| "Extranjera"                                                                        | Pedro Sánchez Mónica Vélez Solano                                                          | Extranjera: Primera Parte | 2010 |        |
| "Girando En Un Tacón"                                                               | Daniel Betancourt Jannette Chao                                                            | Sin Fronteras             | 2014 |        |
| "Hoy Te Entierro"                                                                   | Ximena Muñoz Raquel Sofia Orlando Vitto                                                    | DM                        | 2017 |        |
| "Inevitable"                                                                        | Dulce María Axel Sadi Dupeyron Palma Andrea Hernández                                      | Extranjera: Primera Parte | 2010 |        |
| "Ingenua"                                                                           | Mónica Vélez Solano Pedro Dabdoub Sanchéz                                                  | Extranjera: Primera Parte | 2010 |        |
| "Ingênua" (versão em português)                                                     | Pedro Sánchez Mónica Vélez Solano                                                          | Extranjera: Segunda Parte | 2011 |        |
| "Invencible"                                                                        | Erika Ender Luigie Gonzalez Alih Jey Amerika Jimenez                                       | DM                        | 2017 |        |
| "Irremediablemente"                                                                 | Pedro Dabdoub Sanchéz Carlos Law                                                           | Extranjera: Segunda Parte | 2011 |        |
| "La Que Un Día Te Amó"                                                              | Dahiu Dulce María Juan Carlos Moguel                                                       | Origen (Edición Deluxe)   | 2022 | [ 14 ] |
| "Lágrimas" com participação de Julión Álvarez                                       | Koko Stambuk                                                                               | Sin Fronteras             | 2013 |        |
| "Llévame"                                                                           | Dulce María Alfonso Herrera                                                                | Canção não lançada        | 2010 |        |
| "Lo Intentaré"                                                                      | Diego Ortega Pepe Ortega                                                                   | Extranjera: Segunda Parte | 2011 |        |
| "Lo Que Ves No Es Lo Que Soy"                                                       | Dulce María Diego Ortega Renée Suárez                                                      | Origen                    | 2021 |        |
| "Los Caminos de La Vida" Alexander Acha com participação de Dulce María             | Omar Antonio Geles Suarez                                                                  | Canção sem álbum          | 2019 |        |
| "Luna"                                                                              | Dulce María Axel Sadi Dupeyron Palma Andrea Hernández                                      | Extranjera: Primera Parte | 2010 |        |
| "Mas Tuya Que Mia"                                                                  | Dulce María Felipe Díaz                                                                    | Origen                    | 2021 | [ 15 ] |
| "Me Beija (Bésame)" Sofia Oliveira com participação de Dulce María                  | Alejandro Abaroa Jefferson Junior Umberto Tavares                                          | Canção sem álbum          | 2017 |        |
| "Me Fui"                                                                            | Dulce María Mariano Castrejón                                                              | 2020 Abril                | 2020 |        |
| "Me Olvide del Mundo"                                                               | Dulce María                                                                                | Canção não lançada        | 2011 |        |
| "Mi Guerra Y Mi Paz"                                                                | Dulce María                                                                                | Canção não lançada        | 2011 |        |
| "Navidad Navidad" com Chino y Nacho e Arthur Hanlo                                  | —                                                                                          | Canção sem álbum          | 2010 | [ 16 ] |
| "Ni Cenizas, Ni Dolor"                                                              | Dulce Maria Diego Ortega Ruiz                                                              | ¡Ánimo Juventud!          | 2021 |        |
| "No Regresa Más" Henry Mendez com participação de Dulce María                       | Cristian Pino Henry Mendez Leo Carro                                                       | Dale Mambo                | 2014 |        |
| "No Sé Llorar"                                                                      | América Angélica Jiménez Ximena Muñoz                                                      | DM                        | 2017 |        |
| "No Se Parece"                                                                      | Carlos Lara Ximena Muñoz                                                                   | Extranjera: Primera Parte | 2010 |        |
| "Nunca"                                                                             | Dulce María                                                                                | Origen                    | 2021 |        |
| "O Lo Haces Tú o Lo Hago Yo"                                                        | Dulce María Francisco Oroz Dahiu Rosenblatt                                                | Sin Fronteras             | 2014 |        |
| "Origen"                                                                            | Dulce María Renne Camacho Rodrigo Montalvo                                                 | Origen                    | 2021 |        |
| "Pensando En Ti"                                                                    | Carlos Lara Pedro Munhoz                                                                   | Extranjera: Segunda Parte | 2011 |        |
| "Pequeña" com Paco Álvarez                                                          | Dulce María Paco Álvarez                                                                   | Canção sem álbum          | 2022 | [ 17 ] |
| "Pon El Alma En El Juego" com Luciano Pereyra, D-Niss, Sam Alves e Cali y El Dandee | Mauricio Rengifo Cali Y El Dandee Jose Miguel Alfaro Luciano Pereyra                       | Mucho Flow                | 2015 | [ 18 ] |
| "Põe A Alma No Jogo" com Luciano Pereyra, D-Niss, Sam Alves e Cali y El Dandee      | Mauricio Rengifo Cali Y El Dandee Jose Miguel Alfaro Luciano Pereyra                       | Mucho Flow                | 2015 |        |
| "Presentimiento"                                                                    | Isaac Luque                                                                                | DM                        | 2017 |        |
| "Quien Serás?"                                                                      | Dulce María Baltazar Hinojosa                                                              | Extranjera: Segunda Parte | 2011 |        |
| "Rompecorazones"                                                                    | Dulce María Mauricio Rengifo Julio Reyes Andres Torres                                     | DM                        | 2017 |        |
| "Se Como Duele"                                                                     | Cynthia Karina Moreno                                                                      | Movistar - EP             | 2012 |        |
| "Shots De Amor" com participação de Naty Botero e Pambo                             | Dulce María Xuan Long Juan Carlos Moguel                                                   | Sin Fronteras             | 2014 |        |
| "Si Tú Supieras"                                                                    | Dulce María Alvaro De La Madrid Pambo                                                      | Sin Fronteras             | 2014 |        |
| "Sin Ti"                                                                            | Dulce María                                                                                | Origen                    | 2021 |        |
| "Sin Ti Yo Estoy Muy Bien"                                                          | Ximena Muñoz Orlando Vitto                                                                 | DM                        | 2017 |        |
| "Tal Vez en Roma"                                                                   | Lito De La Isla Héctor Mena Neiko Mori                                                     | DM                        | 2017 |        |
| "Te Daria Todo" solo e/ou com participação de Priscilla Alcantara                   | Dulce María Gonzalo Velazquez Schroeder                                                    | Origen                    | 2021 | [ 19 ] |
| "Te Quedarás" com participação de Frankie J                                         | Claudia Brant Coti Sorokin                                                                 | Sin Fronteras             | 2014 |        |
| "Te Sigue Esperando Mi Corazón" Rio Roma com participação de Dulce María            | Jose Luis Ortega Castro                                                                    | Al Fin Te Encontré        | 2012 |        |
| "Tiempo Extra"                                                                      | Dulce María                                                                                | Origen                    | 2021 |        |
| "Tú y Yo"                                                                           | Dulce María                                                                                | Origen                    | 2021 |        |
| "Un Minuto Sin Dolor"                                                               | Alih Jey Julio Reyes Andres Torres                                                         | DM                        | 2017 |        |
| "Vacaciones"                                                                        | Alih Jay Baltazar Hinojosa                                                                 | Extranjera: Primera Parte | 2010 |        |
| "Verano"                                                                            | Carlos Lara Galvan Pedro Muñoz                                                             | Canção sem álbum          | 2009 |        |
| "Volvamos" com participação de Joey Montana                                         | Victor Delgado "Predikador" Edgardo Beiró Andrés Saavedra                                  | DM                        | 2017 |        |
| "Ya No"                                                                             | A.B. Quintanilla III Ricky Vela                                                            | Extranjera: Segunda Parte | 2011 |        |
| "Yo Sí Queria"                                                                      | Dulce María Jose Luis Ortega Castro                                                        | Sin Fronteras             | 2014 |        |
| "Wake Up Beside Me" Basshunter com participação de Dulce María                      | Dulce María Jonas Altberg                                                                  | Calling Time              | 2013 |        |

## Composições para outros artistas
| Canção              | Co–compositor(es)           | Intérprete         | Álbum                            | Ano  | Ref.   |
| ------------------- | --------------------------- | ------------------ | -------------------------------- | ---- | ------ |
| "Quiero Poder"      | Gonzalo Velazquez Schroeder | RBD                | RBD: La Familia                  | 2007 | [ 20 ] |
| "Te Daría Todo"     | Gonzalo Velazquez Schroeder | RBD                | Empezar Desde Cero – Fan Edition | 2007 |        |
| "Más Tuya Que Mía"  | Felipe Díaz                 | RBD                | Para Olvidarte de Mí             | 2009 |        |
| "Lágrimas Perdidas" | Armando Ávila               | RBD                | Para Olvidarte de Mí             | 2009 | [ 21 ] |
| "Donde Sale El Sol" | Carlos Lara                 | Paulina Goto       | Paulina Goto                     | 2010 | [ 22 ] |
| "Esta Vez"          | –                           | Ana Cristina Pagán | Estoy Aquí                       | 2015 |        |
| "Deseo"             | Paco Álvarez                | Paco Álvarez       | Canciones Desde Casa             | 2017 |        |
| "No Es Tarde"       | Paco Álvarez                | Paco Álvarez       | Canção sem álbum                 | 2020 |        |